# Ascension Parish Burial Ground
O Ascension Parish Burial Ground, anteriormente denominado St Giles and St Peter's Parish, é um cemitério em Cambridge, Inglaterra. Contém as sepulturas e monumentos de diversos professores da Universidade de Cambridge e não-conformistas anglicanos do século XIX e início do século XX. O cemitério sintetiza um século e meio da história moderna da universidade. A área de um acre e meio foi estabelecida em 1857, quando espaço extra para sepultamentos tornaram-se necessários na cidade de Cambridge, que crescia nos tempos vitorianos. O primeiro sepultamento ocorreu em 1869. Atualmente cerca de 2500 pessoas de vários credos religiosos e ateus estão sepultadas em 1500 jazigos. Dentre as personalidades sepultadas estão três laureados com o Prêmio Nobel. Uma das mais famosas sepulturas é a do filósofo Ludwig Wittgenstein. As sepulturas de cinco membros da família de Charles Darwin jazem no cemitério: dois filhos, Sir Francis Darwin e Sir Horace Darwin, duas noras e uma neta, Frances Cornford.

## História
O cemitério está localizado na saída da Huntingdon Road, perto do cruzamento com a Storey's Way, no noroeste de Cambridge. O cemitério é um local de vida selvagem da cidade e faz parte da área de preservação da Storey's Way. Em 2005 as espécies vegetais presentes foram catalogadas e o local passou a ser administrado de modo a incentivar a vida selvagem e a diversidade de habitat, bem como a conservação dos túmulos. É uma parte 'escondida' da cidade agitada e em rápida expansão e permanece pouco conhecida até mesmo para pessoas que viveram toda a sua vida em Cambridge. O cemitério preserva um século e meio da história moderna da Universidade de Cambridge.

## Sepulturas e monumentos de personalidades notáveis

### A

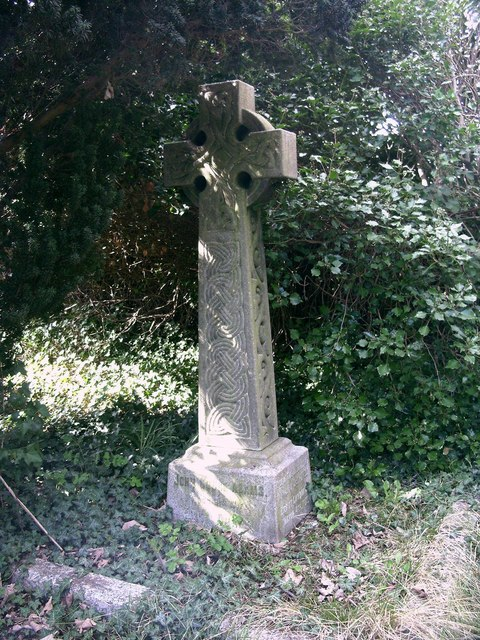
Sepultura de John Couch Adams.

- John Couch Adams[1][2] FRS astrônomo, descobridor de Netuno, professor, fellow do Pembroke College (Cambridge) e esposa Eliza Adams[3] [2D5]
- Hugh Kerr Anderson[1][4] FRS, fisiologista, Master Gonville and Caius College de 1912 a 1928 e sua esposa Lady Jessie Anderson[5] [4I1]
- Elizabeth Anscombe[6] FBA filósofo, professor de filosofia
- Richard Appleton[1][7] Selwyn College 1907–1909, vigário de St. George's, Camberwell, vigário de Ware [2D14]
- Arthur John Arberry[8] FBA orientalista, professor de árabe, fellow do Pembroke College (Cambridge) e esposa Serina Arberry[9]

### B

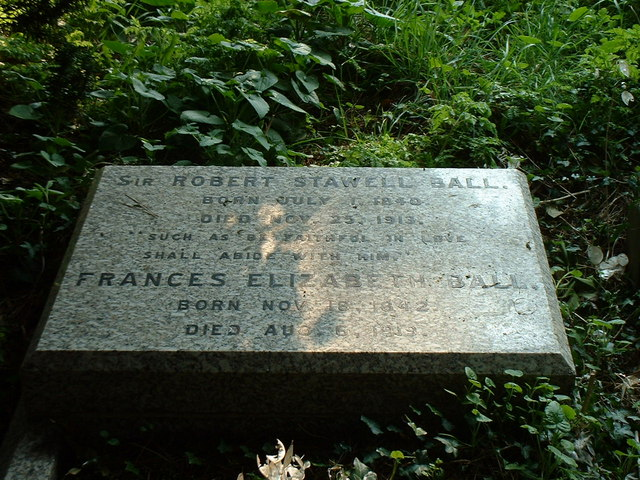
Sepultura de Robert Stawell Ball e sua mulher Lady Francis Elizabeth Ball.

- Robert Stawell Ball[1][10] FRS, astronômo, professor de astronomia, e sua esposa Lady Francis Elizabeth Ball[11] [4I36]
- Arthur Beer[12] astronômo e esposa Charlotte Vera[13]
- Cecil Bendall professor de sânscrito, Universidade de Cambridge; honorary fellow do Gonville and Caius College
- J. A. W. Bennett[14] FBA, estudioso literário nascido na Nova Zelândia e sua esposa Gwyneth[15]
- Arthur Christopher Benson[1][16] Master Magdalene College: 1915 a 1925 [2C56]
- William Henry Besant[17] FRS, fellow do St John's College (Cambridge), matemático [4I21]
- James Bethune-Baker[1][18] FBA, teólogo, professor de divinidade, fellow do Pembroke College [4I30]
- Frederick Blackman,[19] FRS fisiologista vegetal, fellow do St John's College (Cambridge) e esposa Elsie Blackman[20]
- Henry Boulind e esposa Joan Boulind CBE, Gillian Boulind e Richard Boulind

- John Buckley Bradbury,[21] professor de medicina, Gonville and Caius College e Downing College, Cambridge e esposa Jane Bradbury[22] [2B14]
- Charles Oscar Brink[1][23] FBA, classicista e esposa Daphne Hope Brink
- Sir Denis William Brogan[1][24] FBA, historiador, cientista político, Fellow do Peterhouse College, professor de ciência política; nota: Lady Olwen Brogan, depois Hackett, is also interred in the Burial Ground. [6C44]
- Zachary Nugent Brooke[1][25] FBA, historiador, fellow do Gonville and Caius College, University of Cambridge, professor de Medieval History, e esposa Rosa Brooke
- Robert Burn,[26] fellow do Trinity College, Cambridge
- John Burnaby,[27] Dean do Trinity College, Cambridge, Regius professor de divinidade
- Geoffrey Bushnell[1][28] FBA, arqueólogo e etnólogo

### C
- James Cable,[29] diplomata, estrategista naval, e esposa Lady Cable, Viveca Hollmerus[30]
- John Walton Capstick[31] Bursar e fellow do Trinity College, Cambridge físico, músico [2C25]
- Neville Chittick,[32] Scholar, arqueólogo
- Richard Chorley,[33] Quantitative Geographer, Vice-master, Sidney Sussex College
- Derman Christopherson[34] FRS, engenheiro, Master Magdelene College: 1978 a 1985 e esposa Lady Frances Christopherson[35]
- Sarah Clackson[36] Coptologist; esposa de James Clackson of the Friends of Ascension Parish Burial Ground
- Sir William Henry Clark[1][37] Civil Servant e esposa Lady Annie Clark[38][2G3]
- John Cockcroft[1][39] OM FRS, físico, Nobel de Física, Master Churchill College: 1959 a 1968 e esposa Lady Elizabeth Cockcroft,[40] e filho John, known as Timothy.[1E1]
- Agnes Bell Collier Vice Principal do Newnham College, aprovado no Maths. Tripos em 1883 [5A8]
- Francis Cornford[41] FBA, Classical Scholar,: cremado, sepultado na sepultura de Francis Darwin com sua mulher Frances Cornford, Sir Francis Darwin's daughter. [2D34]
- Frances Cornford,[1][42] poeta, enterrada na sepultura de seu pai Francis Darwin com as cinzas de seu marido Francis Cornford

### D

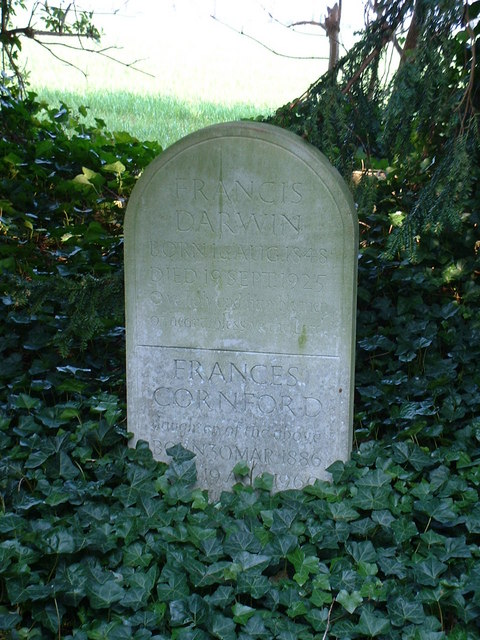
Sepultura de Francis Darwin e sua filha Frances Cornford.

- Francis Darwin[1][43] FRS, botânico, sepultado com sua filha Frances Cornford [2D34]
- Lady Florence Darwin,[1][44] terceira esposa de sir Francis Darwin, viúva de Frederic William Maitland [4I28]
- Horace Darwin[45] FRS, fabricante de instrumentos científicos e sua esposa Lady Ida Darwin[1] [2C27]

### E
- Sir Arthur Eddington[1][46] OM FRS, astrofísico: cremated interred in the grave of his mother Sarah Eddington,[47] with sister Winifred Eddington[48] [4139]
- Sir James Ewing[49] FRS, professor de Mechanics, Professorial Fellowship at King's e sua esposa Lady Ellen Ewing[50] [4CI]

### F
- Michael James Farrell[51] reader de economia, fellow do Gonville and Caius College [2C33]
- Sir James Frazer[1][52] OM FRS FBA, antropólogo, e sua esposa Lady Lilly Frazer[53] [1G14]

### G
- Roberto Gerhard[54] Composer, Musical Scholar e sua esposa Poldi Gerhard[55]
- Henry Melvill Gwatkin[1][56] (Rev.) professor de Ecclesiastical History, historiador, teólogo, conchologista, e sua esposa Lucy De Lisle Gwatkin[57] [4A19]

### H
- Reginald Hackforth[58] FBA, professor de filosofia antiga, Classical Scholar e sua esposa Lily Hackforth[59]
- Basil Hammond fellow do Trinity College, Cambridge e historiador, e sua esposa Margaret Hammond [4I14]
- Ernest William Hobson[60] FRS, matemático, Professor, fellow do Christ's College, Cambridge e sua esposa Seline Hobson,[61] and William Hobson[62]
- William Emerton Heitland[63] classicista, fellow do St John's College (Cambridge) e esposa Margaret Heitland[64] [2C23]
- Sir Frederick Gowland Hopkins[1][65] OM, FRS, Nobel Prize winner, Biochemist, e esposa Lady Jessie Ann Hopkins[66] [2G2]
- Bertram Hopkinson,[1][67][68] CMG FRS, Patent Lawyer,Engineer, e esposa Mariana Hopkinson[69] [2D51]
- Tristram Frederick Croft Huddleston[70] fellow do St John's College (Cambridge) e Censor Fitzwilliam House 1890–1907, e esposa Bessie[71] [2D39]
- Arthur Hutchinson[1][72] FRS and Master Pembroke College 1928 a 1937, e esposa Evaline Hutchinson[73]

### J
- Henry Jackson[1][74] OM, FBA, Regius Professor of Greek (Cambridge), classicista, Vice-master Trinity College, Cambridge 1914–1919 [2D47]
- Sir Richard Jebb[1][75] OM, MP, FBA, Regius Professor of Greek (Cambridge), classicista, com um memorial a sua esposa Lady Caroline Jebb (que morreu nos Estados Unidos)[76] [4I2]

### K
- Courtney Stanhope Kenny[1][77] FBA, MP, Legal scholar, professor de direito, fellow do Downing College, Cambridge e esposa Emily[78] e filhas Gertrude[79] e Agnes[80] [2B11]

### L
- Horace Lamb[1][81] FRS, matemático, honorary fellow do Trinity College, Cambridge e esposa Lady Elizabeth Lamb[82] [2B24]
- Edward Linfoot[83] matemático
- George Downing Liveing[84] FRS, professor de química, fellow e presidente do St John's College (Cambridge) [4D6]
- John Bascombe Lock fellow do Gonville and Caius College e esposa Emily Lock [2D49]
- Robert H. Lock fellow do Gonville and Caius College [4I40] e Assistant Director of the Peradeniya Botanical Gardens
- Henry Richards Luard[85] fellow do Trinity College, Cambridge, matemático e clergyman
- Hugh Roger Lubbock[1] biólogo celular e seu pai John Ralph Lubbock.

### M

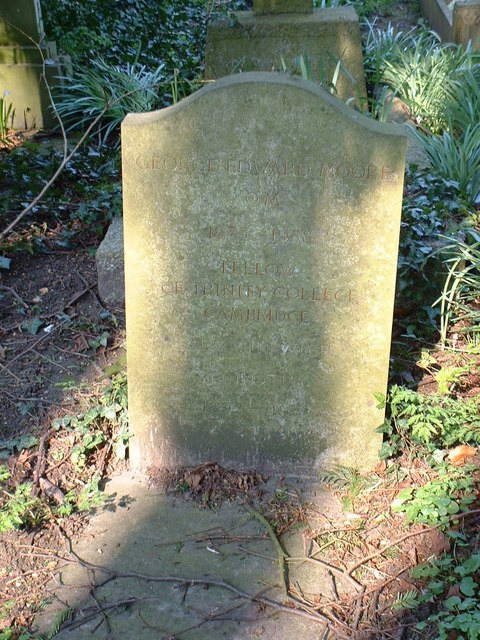
Sepultura do filósofo George Edward Moore.

- Alexander MacAlister,[86] professor de anatomia, egiptologista [2B42]
- R. A. Stewart Macalister,[87] arqueólogo, fellow de St John's College (Cambridge) e sua esposa Margaret A. M. Macalister[2B42]
- Sir Donald MacAlister,[1][88] Vice-Chancellor Glasgow, fellow do St John's College (Cambridge) e esposa Lady Edith Macalister [5I13]
- Sir Desmond MacCarthy,[1][89] Literary and drama critic, e esposa Mary (Molly) MacCarthy (29)
- Alfred Marshall[90] FBA, Economist, fellow do St John's College (Cambridge), professor de Political Economy who was married to Mary Paley, co-founder of Newnham College[2D2]
- Charles James Martin[91] FRS, Scientist, e esposa Edith Martin[92]
- Arthur Matthew Businessman, local politician and community stalwart
- Arthur Gordon Matthew[93][94] CBE DSO
- John Eyton Bickersteth Mayor[1][95] FBA, Librarian, professor de Latin, Antiquarian, [4I18]
- Norman McLean[1][96] FBA, orientalista e Master Christ's College, Cambridge 1927 a 1936
- Sir Geoffrey Fitzhervey de Montmorency[97] Indian Civil Service
- George Edward Moore[1][98] OM, FBA, filósofo, Fellow do Trinity College, Cambridge, professor de filosofia, e esposa Dorothy Moore. [1H1]
- Henry Morris,[99] educador

### N
- Hugh Frank Newall[1][100] FRS, astrofísico whose second wife was Dame Bertha Phillpotts Mistress of Girton College 1922–1925
- George Ernest Newsom[101] Master Selwyn College: 1934 a 1946 [2B19]
- Alfred Newton[1][102] FRS, professor de anatomia comparativa, ornitologista

### P
- Francis Pattrick, Fellow, Tutor, president do Magdalene College [2D13]
- Arthur Peck, Fellow of Christ's College Cambridge, Morris Dance enthusiast.
- Conrad Pepler[103] Priest, Writer, Editor, Publisher
- Max Perutz[104] OM, FRS, biólogo molecular, Nobel Prize winner e esposa Gisela Perutz, sepultado junto de seus pais Hugo Perutz e Dely Perutz.

### R
- Leon Radzinowicz[105] FBA, Criminologist, fellow do Trinity College, Cambridge e esposa Lady Isolde Radzinowicz.
- Arthur Stanley Ramsey[106] matemático e filósofo, presidente do Magdalene College, com sua esposa Mary,[107] and their son Frank Plumpton Ramsey[108] [2C48]
- Frank Plumpton Ramsey[1][109] filósofo e matemático, fellow do King's, enterrado na mesma sepultura de seus pais Arthur Stanley Ramsey e Mary Agnes Ramsey. [2C48]
- William Halse Rivers Rivers[110] FRS, fellow do St John's College (Cambridge), antropólogo, neurologista, etnólogo, psicólogo
- David Wyn Roberts[1] e sua esposa Margaret.
- Walter William Rouse Ball,[1][111] matemático, fellow do Trinity College, Cambridge [4I9]

### S
- John Edwin Sandys[1][112] FBA, (Sir) fellow do St John's College (Cambridge), classicista e orador público, [2D46]
- Charles Henry Sargant,[113] Lord Justice of Appeal, Privy Counsellor [1H12]
- Charlotte Scott,[1][114] Pioneer woman student, enterrada na sepultura de Eliza Nevin[115] [4C52]
- Isabel May Griffiths Seltman, esposa de Charles Seltman, historiador da arte, fellow do Queens' College e University Lecturer in Classics
- Walter William Skeat[1][116] FBA filólogo, Anglo-Saxonist, fellow de Christ's College, Cambridge e esposa Bertha Clara Skeat, daughter Bertha Marion Skeat) [4I19]
- Lucy Joan Slater[117] matemático and Recorder of Ascension Parish Burial Ground, and her mother Lucy Dalton Slater[118] [6C45]
- Bridget Spufford, after whom "Bridget's Hostel", Cambridge was named; daughter of Professors Peter and Margaret Spufford
- Vincent Henry Stanton[119] fellow do Trinity College, Cambridge e professor de divinidade [2D50]
- Joseph Peter Stern[1][120] FBA, germanista
- Stanley Stubbs[121] Headmaster of Perse School 1945–1969 e esposa Margaret Stubbs[122]

### T
- Joseph Robson Tanner, Bursar of St John's College (Cambridge), Samuel Pepys expert
- Charles Taylor[123] Master St. John's College: 1881 a 1908, fellow do St John's College (Cambridge), matemático e Hebrew scholar
- Harold McCarter Taylor[124] matemático, Barrister
- Henry Martyn Taylor[1][125] FRS, fellow do Trinity College, Cambridge, matemático, braille expert, and mother Eliza Taylor[126] [2C52]
- Sir Alfred St Valery Tebbitt.[127]

### V
- Augustus Arthur Vansittart,[128] fellow do Trinity College, Cambridge, classical scholar [2D1]
- Arthur Woollgar Verrall,[1][129] fellow do Trinity College, Cambridge, classicista, literary scholar e esposa Margaret Verrall[130] lecturer in classics at Newnham College [2B33]

### W

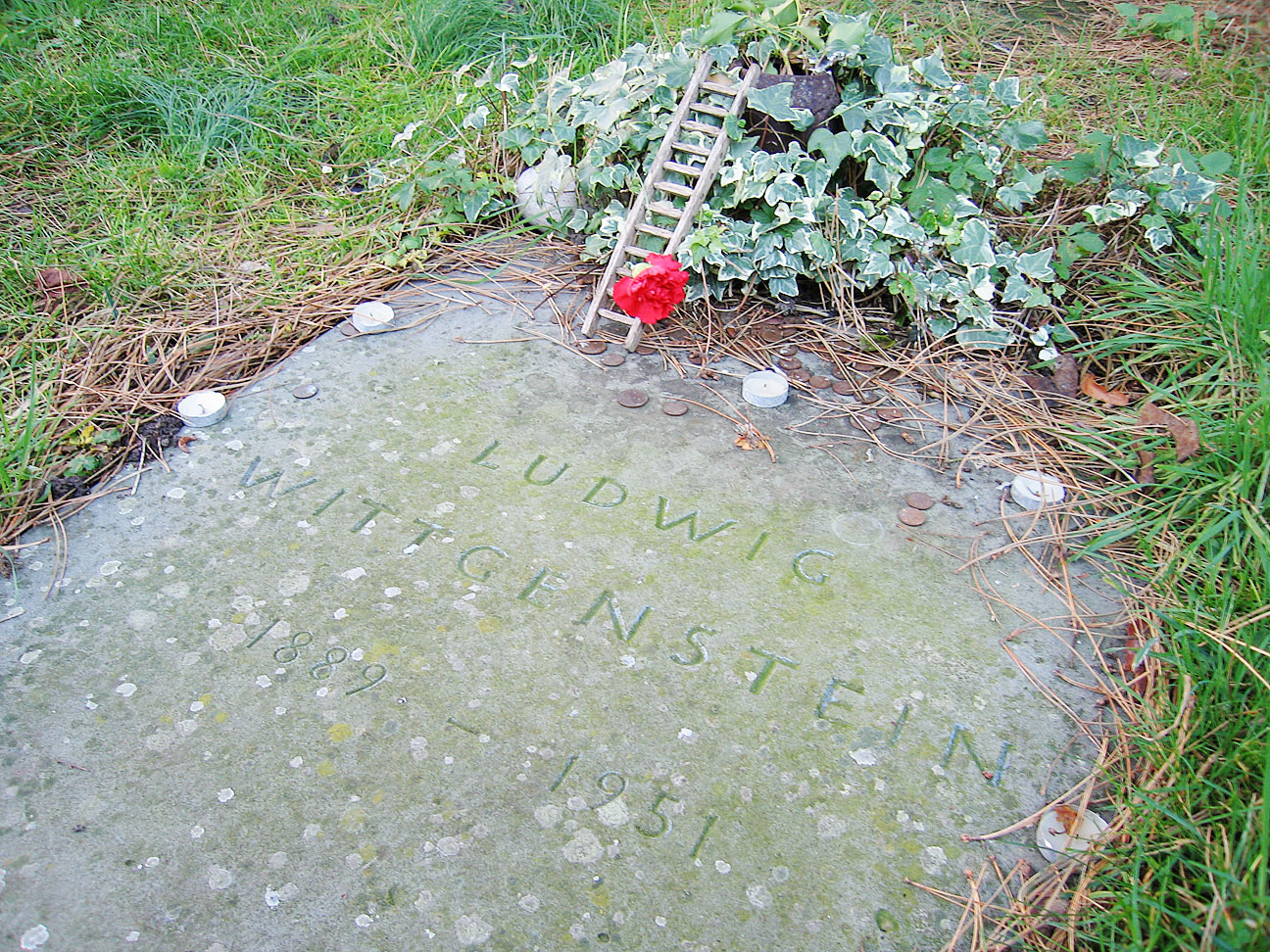
Sepultura de Ludwig Wittgenstein.

- Sir Percy Henry Winfield[131] FBA professor de direito inglês, autor de "The Law of Torts"
- Denys Winstanley[132] Vice-master do Trinity College (Cambridge): 1935–1947
- John Wisdom[1][133] professor de filosofia, fellow do Trinity College, Cambridge, (cremated) filósofo
- Ludwig Wittgenstein,[1][134] filósofo, professor de filosofia, fellow do Trinity College (Cambridge) [5D31]
- Charles Wood (composer)[1][135] professor de Music, fellow do Gonville and Caius College, Composer, e sua esposa Charlotte Georgina Wood.[136][4A21]
- William Aldis Wright[1][137] Shakespearean and biblical scholar, Vice-master do Trinity College (Cambridge), fellow do Trinity College (Cambridge), 1888–1914 [4I7]